# Jednostka taryfikacyjna
Jednostka taryfikacyjna (JT) – czas trwania połączenia telefonicznego danego rodzaju, dla którego ustalono opłatę jednostkową.
Opłaty za połączenia są iloczynem stawki za jednostkę taryfikacyjną i liczby tych jednostek. Płatny czas połączenia naliczany jest za każdą rozpoczętą jednostkę taryfikacyjną. Dla niektórych kategorii połączeń opłaty ustalane są niezależnie od czasu trwania i są pobierane w wysokości od 0 (połączenia bezpłatne) do 99 JT.
Stawka opłaty jednostkowej w planach taryfowych Telekomunikacji Polskiej wycofanych ze sprzedaży rozliczanych jednostką taryfikacyjną jest ustalona w wysokości 0,29 zł netto (bez VAT). Jednostki taryfikacyjne w tych planach taryfowych mają długość od 2,8 do 360 s.
Jednostka taryfikacyjna potocznie nazywana jest „impulsem telefonicznym”.